# Ekwidystans
Ekwidystans – zasada w międzynarodowym prawie morza, a stosowana przy delimitacji (rozgraniczaniu) obszarów morskich państw leżących naprzeciwko siebie lub sąsiadujących ze sobą. Ekwidystans oznacza poprowadzenie morskich granic między państwami linią środkową między nimi, tj. linią równo odległą od najbliższych punktów ich wybrzeża. Stosownie do zasady ekwidystansu państwa nie mają prawa wysuwać roszczeń do obszarów znajdujących się poza linią środkową.
W orzecznictwie Międzynarodowego Trybunału Sprawiedliwości odnoszącym się do delimitacji szelfu kontynentalnego zasada ekwidystansu została skorygowana przez zasadę sprawiedliwości w przypadku niekorzystnego położenia państwa lub niekorzystnego przebiegu jego linii podstawowej. Odbicie tego trendu można odnaleźć w Konwencji ONZ z 1982 r. o prawie morza (art. 74 ust. 1 i art. 83. ust. 1).